# Rebecca Hall
Rebecca Maria Hall (sinh ngày 3 tháng 3 năm 1982) là một diễn viên người Anh Quốc.

## Danh sách phim

### Điện ảnh
| Năm  | Phim                            | Vai                   | Ghi chú |
| ---- | ------------------------------- | --------------------- | ------- |
| 2013 | Người Sắt 3                     | Maya Hansen           |         |
| 2016 | Chuyện chưa kể ở xứ sở khổng lồ | Mary                  |         |
| 2021 | Godzilla đại chiến Kong         | Tiến sĩ Ilene Andrews |         |
| 2024 | Godzilla x Kong: Đế chế mới     | Tiến sĩ Ilene Andrews |         |

### Truyền hình
| Năm  | Phim                                     | Vai                | Ghi chú |
| ---- | ---------------------------------------- | ------------------ | --- |
| 1992 | The Camomile Lawn                        | Young Sophie       | |
| 1993 | The World of Peter Rabbit and Friends    | Lucie              | |
| 1993 | Don't Leave Me This Way                  | Lizzie Neil        | |
| 2006 | Wide Sargasso Sea                        | Antoinette Cosway  | |
| 2007 | Rubberheart                              | Maggie             | |
| 2007 | Joe's Palace                             | Tina               | |
| 2008 | Einstein and Eddington                   | Winifred Eddington | |
| 2009 | Red Riding: In the Year of Our Lord 1974 | Paula Garland      | British Academy Television Award for Best Supporting Actress |
| 2012 | Parade's End                             | Sylvia Tietjens    | Đề cử – British Academy Television Award for Best Actress Đề cử – Satellite Award for Best Actress – Miniseries or Television Film Đề cử – Critics' Choice Television Award for Best Actress in a Movie/Miniseries |
| 2015 | Codes of Conduct                         | Rebecca Rotmensen  | |
| 2016 | Horace and Pete                          | Rachel             | Tập #1.1 |